# Уйтас (Павлодарская область)
Уйтас (каз. Үйтас, до 2017 г. — ТЭЦ) — населённый пункт в Баянаульском районе Павлодарской области Казахстана. Входит в состав Кызылтауского сельского округа. Код КАТО — 553649980.

## Население
В 1999 году население населённого пункта составляло 113 человек (60 мужчин и 53 женщины). По данным переписи 2009 года, в населённом пункте проживали 84 человека (45 мужчин и 39 женщин).